# Delhi (ville, New York)
Pour les articles homonymes, voir Delhi (homonymie).
Ne doit pas être confondu avec Delhi (village, New York).
Delhi est une ville située dans le comté de Delaware, dans l'État de New York, aux États-Unis,. En 2010, elle comptait une population de 5 117 habitants, estimée au 1er juillet 2016 à 4 914 habitants.

## Démographie
Lors du recensement de 2010, la ville comptait une population de 5 117 habitants. Elle est estimée, en 2016, à 4 914 habitants.

## Personnalités liées à la ville
- Jeannette Meyer Thurber, mécène américaine engagée dans la promotion de l’éducation musicale.